# Ascheberg, Plön
Ascheberg là một đô thị thuộc huyện Plön, trong bang Schleswig-Holstein, nước Đức. Đô thị Ascheberg, Plön có diện tích 20,93 km², dân số thời điểm 31 tháng 12 năm 2006 là 3215 người.